# San Costanzo

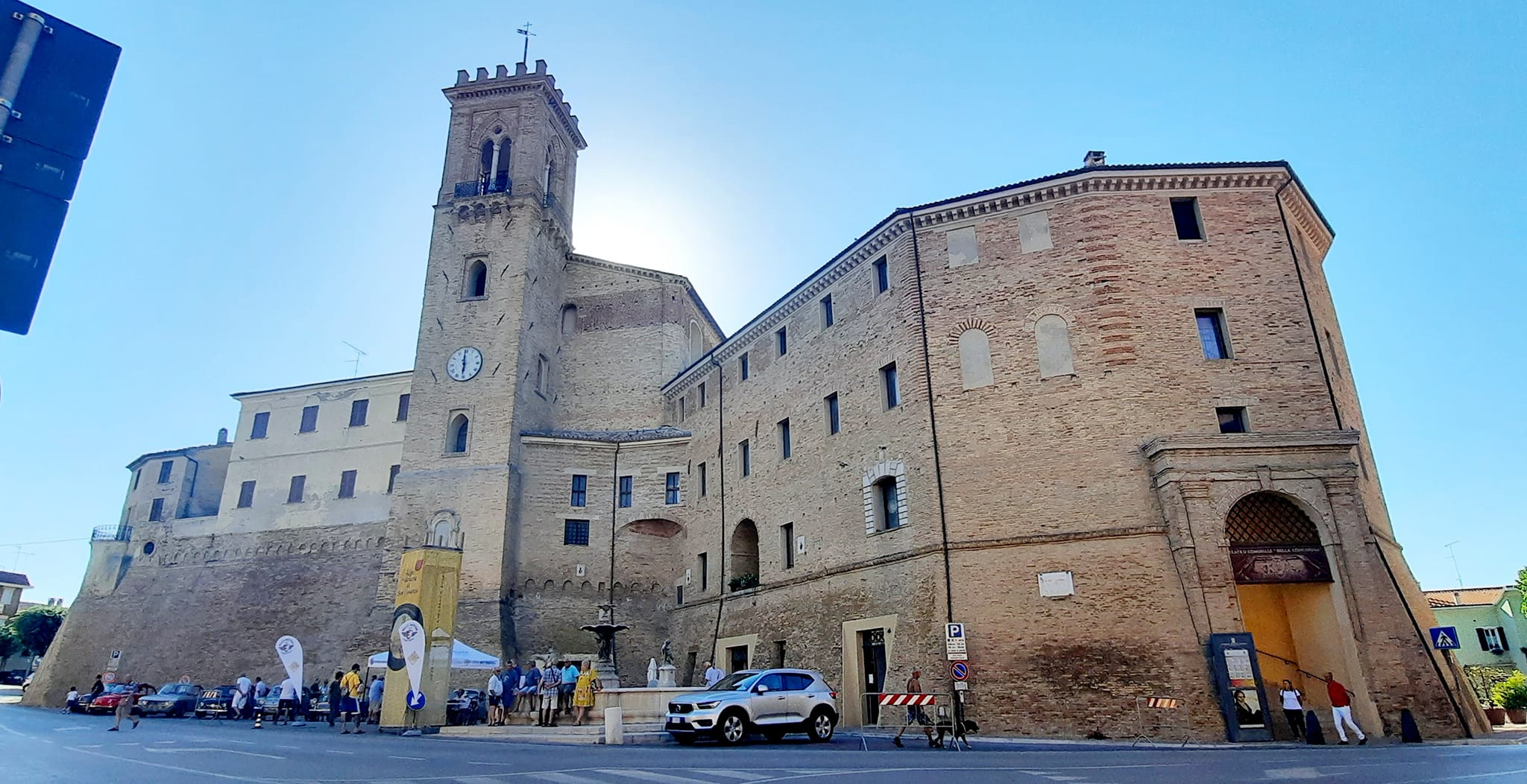
Cinta Muraria dell'Antico Castello.

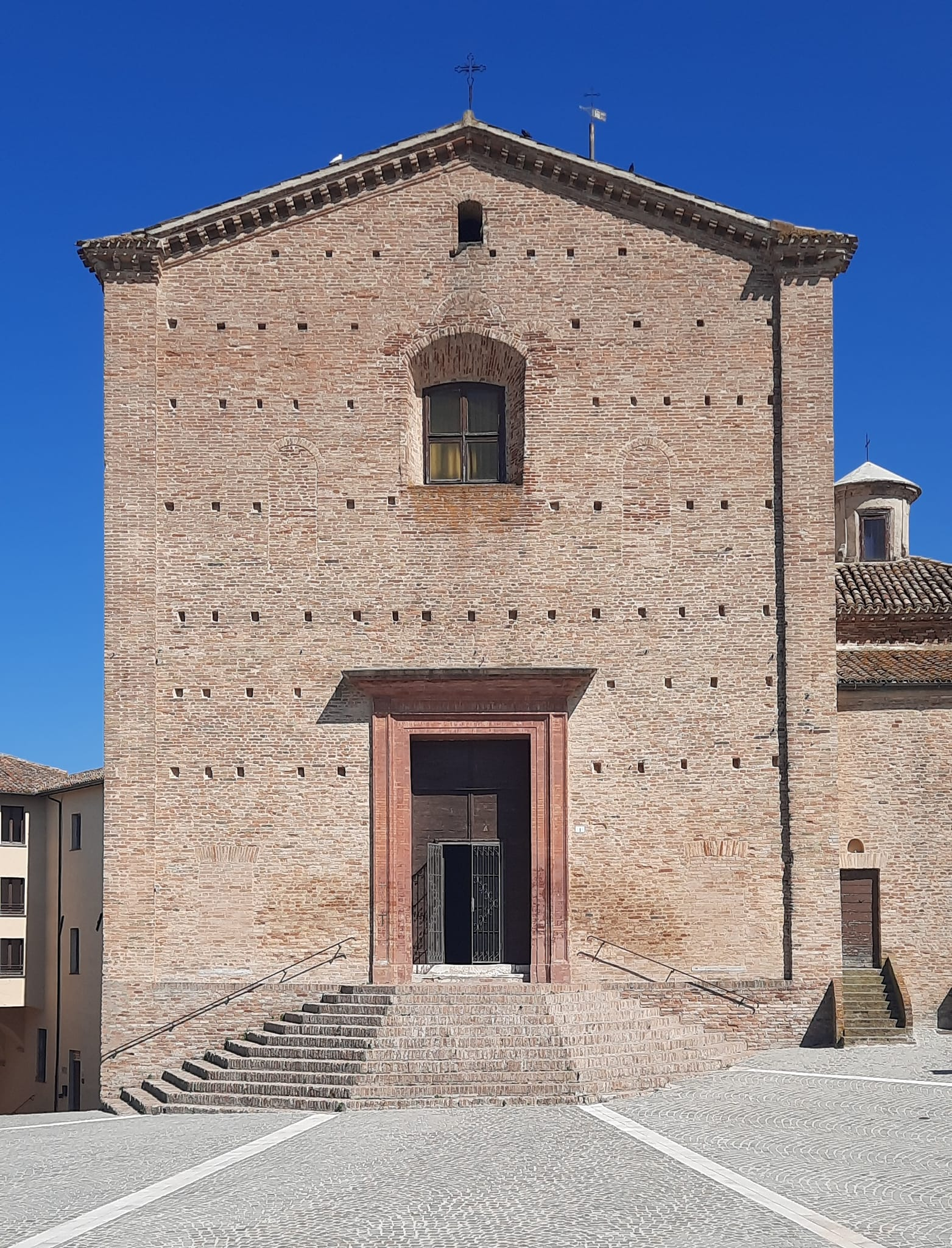
Chiesa Parrocchiale Collegiata dei Santi Cristoforo e Costanzo.jpg

San Costanzo (San Gostànz in dialetto gallo-piceno) è un comune italiano di 4 618 abitanti della provincia di Pesaro e Urbino nelle Marche.

## Origini del nome
Da autorevoli documenti quali il Codex Diplomaticus Dominii Temporalis S. Sedis e le Rationes Decimarum Italiae nei secoli XIII e XIV - Marchia, si può con certezza affermare, che il castello di San Costanzo e quello di Monte Campanaro si trovavano territorialmente vicini ma tra loro ben distinti.
Il nome San Costanzo sarebbe un agiotoponimo (nome di luogo che si identifica con quello di un santo) e risalirebbe al periodo altomedievale della dominazione bizantina (VI secolo d.C.).
Nel territorio esisteva certamente una piccola cappella o altare campestre intitolato al vescovo Costanzo martirizzato il 29 gennaio 175 d.C. e, da questo culto, originò il nome della località San Costanzo seguendo una consuetudine a quel tempo diffusissima.
La reliquia del santo protettore è effettivamente conservata negli archivi della chiesa collegiata. La sua presenza è attestata da un documento dell'archivio vescovile di Fano già nel 1734. Nel corso dei secoli i vari vescovi hanno rilasciato lettere di autenticità; l'ultima è di Sua Eccellenza Vincenzo Franceschini in data 26 maggio 1906: «Vincentius Franceschini Dei et Apostolicae Sedis Gratia Episcopus Fanensis ac eidem Sanctae Sedi immediate subiectus Universis, et singulis praesentes literas inspecturis fidem facimus, et attestamur, Nos ad majorem Omnipotentis Dei gloriam, suorumque Sanctorum venerationem recognivisse sacras particulas de Brachii S. Constantii Martiris quas ex authenticis locis extracta reverenter collocavimus in Urna lignea inaurata rettangularis figurae, crystallis munita bene clausa, et funicolo serico coloris rubri colligata, ac sigillo nostro signata, easque consignavimus cum facultate apud se retinendi, aliis donandi, et in quacumque Ecclesia, Oratorio, aut Cappella publicae Fidelium venerationis exponendi. In quorum fidem has literas testimoniales manu nostra subscriptas, nostroque sigillo firmatas per infrascriptum Sacrarum Reliquiarum Custodem expediri mandavimus. Fani ex Aedibus nostris Episcop. Die 26 Mensis Maii Anni 1906».

## Simboli
Lo stemma e il gonfalone sono stati concessi con DPR del 7 agosto 1992.
Il gonfalone è un drappo di bianco.

## Monumenti e luoghi d'interesse

### Le mura castellane
Nel V-IV secolo a.C. San Costanzo era un pagus o vicus, un villaggio di campagna dove agricoltura e pastorizia formavano la maggiore occupazione; vista però la posizione strategica ai confini della Gallia cisalpina è assai probabile che vi fossero stanziate guarnigioni romane, incaricate del controllo di questa zona cuscinetto.
Le prime fortificazioni furono erette intorno al VI secolo d.C., a completamento di una posizione geografica militarmente favorevole, in un periodo che potremmo collocare dopo la devastante guerra gotico-bizantina e prima della venuta in Italia dei Longobardi. Molte genti delle zone costiere andavano ad accrescere i primi insediamenti collinari, che offrivano una maggiore possibilità di difesa dalle continue invasioni barbariche.
Nel 1283 (Codex Diplomaticus Dominii Temporalis S. Sedis) San Costanzo era uno dei castelli che formavano il Comitato di Fano, le fonti del periodo sono tuttavia mute quanto ad informazioni sulla costruzione e conformazione della cinta muraria.
Con i Malatesta gli interventi a favore delle mura si fecero frequenti e finalmente suffragati da riscontri di archivio.
Nel 1349 il castello venne riparato sotto la supervisione del capitano Cello di Chompangniuccio per i danni subiti durante un incendio demmo e paghammo a Cello di Chompangniuccio di XXII d'aghosto perché fue mandato a Sanghostanzo per chapitano quando il chastello arse per fallo chonciare... libre XV (SASFa, ASC, Depositaria, reg.6, c.87r), circostanza da ricondursi comunque ad eventi non bellici visto che San Costanzo, in quell'anno, non fu coinvolto in alcuna azione militare.
Nel 1429 Galeotto Roberto Malatesta, responsabile amministrativo per conto dei più giovani fratelli, in linea con una deliberazione del Consiglio generale di Fano del 17 dicembre, accondiscende alla ristrutturazione delle mura diroccate del nostro castello, che avevano risentito delle frequenti ribellioni e conseguenti riconquiste dal 1410 al 1416.
I lavori del 1429 furono certamente fra i più importanti e, molto probabilmente, delinearono l'assetto definitivo con struttura scarpata del perimetro che, pur con innumerevoli rimaneggiamenti, è giunto fino a noi. Si è ipotizzato un intervento, nella fortificazione delle mura di San Costanzo, da parte dell'architetto Francesco di Giorgio Martini. L'intervento del famoso architetto militare, al servizio della corte feltresca, verrebbe a collocarsi durante la signoria di Giovanni Della Rovere che, nel 1474, fu infeudato dallo zio Sisto IV della Città di Senigallia con relativo contado e del vicariato di Mondavio che includeva anche il castello di San Costanzo. Tuttavia l'ipotesi di un diretto coinvolgimento di Francesco di Giorgio Martini relativamente alle mura di San Costanzo, peraltro non confortata da nessuna fonte storica, deve essere criticamente rivista. Alcuni preziosi documenti, rinvenuti nell'archivio vescovile di Fano hanno permesso di stabilire con certezza che il complesso torre-chiesa venne edificato solo a partire dal 1570, circa settanta anni dopo la morte dell'architetto senese. Nella concezione antropomorfa martiniana verrebbe quindi a mancare un elemento fondamentale che, al tempo dell'ipotizzato intervento, non era ancora in essere.
Tra la fine del XVI e gli inizi del XVII secolo, nel settore meridionale della cinta muraria, quello prospiciente l'attuale piazza Perticari, venne costruito il palazzo del Pubblico o palazzo della Comunità dove prese stabile residenza il Podestà. Da alcune missive, conservate nell'archivio parrocchiale di San Costanzo, sappiamo che nell'anno 1899 i torrioni e gran parte delle mura conservavano intatta la loro forma primitiva.
Nella prima metà del ventesimo secolo, la quasi totalità della cinta muraria compreso il torrione nord-orientale, quello sud-occidentale (Torrione Tomani) e la porta settentrionale del castello, hanno subito dei radicali e sconsiderati interventi che hanno completamente alterato l'architettura e la funzione originaria della struttura. È stato invece risparmiato il torrione nord-occidentale ed un piccolo tratto di mura adiacenti.

### Il Pozzo Tomani
All'interno della cinta muraria di San Costanzo, precisamente nel cortile un tempo di appartenenza a Palazzo Tomani, si trovava un Pozzo oggi inaccessibile essendone stato chiuso definitivamente l'ingresso. Quest'opera singolare suscitò l'interesse di numerosi storici che ne tentarono anche una datazione. Lo Strafforello con il Locchi ed il Canestrari ne attribuiscono la costruzione alla famiglia Malatesta, mentre il Reposati ai Serenissimi Duchi di Urbino. Renato Canestrari ne parla come di un'opera di idraulica ed arte militare "singolarissimo monumento unico nel suo genere nella nostra provincia", mentre il prevosto Rinaldo Reposati ricorda la sua profondità e la "singolare struttura". Secondo lo storico Paolo Vitali il Pozzo  avrebbe una profondità di circa quindici metri. Al suo interno una scala di ferro giungeva fino al livello di un corso d'acqua sotterraneo, preziosissimo nei periodi di particolare siccità. Nelle pareti interne del manufatto si trovavano gli ingressi di almeno tre gallerie che permettevano una sicura fuga dal castello verso la campagna circostante. È quindi ragionevole pensare che la funzione della struttura sia stata non solo quella di importante riserva d'acqua ma anche di agevole e segreta via di fuga in situazioni di particolare necessità.

### La Chiesa Parrocchiale Collegiata (secolo XVI)
La Chiesa Parrocchiale dei Santi Cristoforo e Costanzo, iniziò ad essere costruita nell'anno 1570, nella parte meridionale del castello, recuperando la struttura di un antico e capiente salone.
Insieme alla chiesa si dette inizio anche alla costruzione dell'annessa Torre (1570). Le spese vennero equamente suddivise fra il Rettore ed i Pubblici Rappresentanti del tempo con la sottoscrizione, il 27 marzo 1569, di un'apposita convenzione "quando fu fabbricata questa Chiesa Collegiata, dico meglio, quando fu fabbricata insieme col Campanile, fusse fatta a spese, tanto del Rettore della Chiesa di quel tempo, tanto della Comunità: e che ciò consta dai pubblici Capitoli di Convenzione fatti di quel tempo tra la Comunità, e Rettore, e che anco consta dalla Bolla di Paolo Quinto, quando eresse questa Chiesa, che prima era plebania, in Collegiata". Nel 1573 i lavori erano già terminati, rettore della Chiesa era il nobile fanese Don Francesco Maria Rusticucci Protonotario Apostolico.
Il modesto status di Pieve non si addiceva tuttavia a questo tempio così importante oltreché elegante nella struttura, né soddisfaceva gli abitanti di San Costanzo, terra notevolissima e ricca di tradizioni religiose. Già nel 1585, in seno al Consiglio Comunale, si iniziò a discutere sulla possibilità di implorare al Santo Padre l'elevazione al rango di Collegiata. Il 6 ottobre 1607, nella generale esultanza, Papa Paolo V concedeva benignamente l'ambito privilegio con la Bolla In supernae apostolicae dignitatis specula. La Bolla era nunc pro tunc, ora per allora, in pratica la Collegiata avrebbe iniziato a funzionare come tale solo alla morte dell'ultimo Pievano don Giulio Cesare Bambini, avvenuta nel 1619.
Il 19 giugno 1619 si insediava solennemente il primo Reverendissimo Capitolo della Collegiata formato da un Arciprete, sei Canonici e due Mansionari Beneficiati. Al momento dell'erezione vennero assegnati alla Collegiata i beni della soppressa Pievania, alcuni fondi furono donati dai fedeli ed altri acquistati nel corso degli anni. Nella Chiesa venne eretta anche la Cappella Musicale, con atto notarile del 5 ottobre 1700, grazie ad una disposizione testamentaria del Canonico di San Costanzo Gregorio Balducci. Nel 1784 si iniziò a costruire, accanto alla Chiesa, la nuova Casa Collegiale, destinata ad abitazione degli Arcipreti Parroci pro tempore ed in parte ad uso del Capitolo. Sua Santità Papa Pio VI, con Lettere Apostoliche del 21 maggio 1792, concedeva al Capitolo della Collegiata la facoltà di sostituire l'antica Almuzia (mantello di pelliccia con cappuccio) con Rocchetto e Mozzetta, abito distintivo segno di maggiore dignità. Nel 1810 il governo napoleonico tentò di sopprimere la Collegiata destinando i relativi beni al viceré d'Italia Eugenio Beauharnais.
L'atto di soppressione non trovò conferma da parte di alcuna Autorità Ecclesiastica e non ebbe mai efficacia. I Parroci della Chiesa dei Santi Cristoforo e Costanzo conservano tuttora l'Arcipretura in titulo con facoltà di vestire rocchetto e mozzetta, in forza delle sovrane pontificie disposizioni ancora oggi nel loro pieno vigore. L'Ordinario diocesano potrebbe inoltre legittimamente conferire il titolo onorifico di canonico della Collegiata. Nella Chiesa, come era consuetudine, furono costruiti venti sepolcri dei quali due di pertinenza della Venerabile Confraternita del Santissimo Rosario, uno destinato alle sepolture comuni, uno per gli Angioli, quello in mezzo alla navata per i sacerdoti ed i rimanenti per le numerose famiglie gentilizie che abitavano San Costanzo.
La sepoltura centrale, aperta con speciale permesso, dopo la rimozione di una lapide in marmo (visibile al centro della navata) ed una sottostante in legno, ha dato modo di vedere alcuni scheletri deposti in una piccola stanza, alla quale si accede per una scala in pietra di tre gradini. Il piccolo ambiente è poi diviso da due pareti laterali, di recente costruzione, da altri spazi che contengono una certa quantità di ossa. Il 23 settembre 1831 la Congregazione Sanitaria di San Costanzo vieta la tumulazione dei cadaveri nella Chiesa, in osservanza all'articolo 9 del Regolamento Sanitario della Sacra Consulta. La stessa Commissione Sanitaria ritenne pure necessario un urgente spurgo delle tombe per estirpare le putride esalazioni tramandate dall'infetto terreno. La Chiesa Parrocchiale conta al suo interno sette Altari la cura dei quali era un tempo affidata al Capitolo, a facoltose famiglie del luogo oppure alle numerose antiche Confraternite. Ogni altare aveva un suo corredo con preziose suppellettili e propria titolatura.
Chi ne aveva la competenza, o ius patronatus, era vincolato dall'obbligo di farvi celebrare la Santa Messa in stabiliti periodi dell'anno. Nell'altare maggiore si trova un Coro in noce con dodici posti canonicali, lo stesso altare è ornato da una tela raffigurante La Madonna con i Santi Cristoforo e Costanzo (sec. XVIII) attribuita a Gaetano Lapis di Cagli. Al di sopra, nella cimasa, è posta una piccola tela raffigurante l'Eterno Padre. Nel primo altare di destra, entrando in chiesa, si conserva un Presepe del 1580 dell'arceviese Ercole Ramazzani.
Il secondo altare di destra è collocato all'interno della Cappella dedicata al Santissimo Sacramento, abbellita da quattro medaglioni con gli Evangelisti e due tele raffiguranti una Lavanda dei piedi e l'Ultima Cena. In due nicchie laterali allo stesso altare, si conserva una statua lignea raffigurante San Costanzo Vescovo del 1729 ed un'urna dorata contenente la Reliquia del braccio del Santo Protettore ed altri reliquiari di Santi. Il terzo altare di destra è contornato da quindici formelle con i Misteri del Rosario (sec. XVII). Nel primo altare di sinistra, entrando in chiesa, si venera un antichissimo e miracoloso
Crocifisso ligneo (sec. XV). Questa sacra immagine venne rinvenuta insieme ad una Madonna su tavola nella Grotta di San Paterniano, in località Caminate.
Un importante documento d'archivio, Breve raguallio del Miracoloso Crocifisso che si venera nella Terra di San Costanzo, parla dello straordinario rinvenimento da parte di alcuni cacciatori. Nel secondo altare di sinistra è collocata una Madonna della Misericordia del 1757, opera di Matteo Zuccaroli, esposta per la prima volta alla venerazione dei fedeli il 10 maggio 1794, in occasione di un evento tellurico. L'intaglio e la doratura della cornice, del 1863, si deve al fanese Gaetano Ponzetti. Nel terzo altare di sinistra si può ammirare una Vergine con Bambino e Santi del 1558 attribuita a Domenicus Fanensis (Persuti). Alle pareti del tempio si trovano quattordici tele raffiguranti la Via Crucis (sec. XVIII). La porta principale d'ingresso alla Collegiata è sovrastata da una cantoria in legno dove è collocato un antico organo con venticinque canne di facciata, lo strumento venne costruito nel 1803 dal maestro Sebastiano Vici di Montecarotto. Nella Chiesa, dal giugno 1822 all'agosto 1854, furono conservate le spoglie del conte Giulio Perticari, genero di Vincenzo Monti avendone sposata la figlia Costanza. L'atto di morte del conte Perticari, fine ed insigne letterato, deceduto a San Costanzo, a Palazzo Cassi, alle ore quattro pomeridiane del 26 giugno 1822, è conservato negli archivi parrocchiali.

### La Chiesa di San Pietro detta di Sant'Agostino (secolo XVII)
La chiesa di San Pietro detta di Sant'Agostino è la più antica testimonianza della presenza degli agostiniani nella terra di San Costanzo. La chiesa risale all'anno 1445, quando il convento si trovava in località Monte Campanaro, piccolo castello poco distante da quello di Querciafissa (attuale Cerasa).
Facendosi sentire l'esigenza di vivere a più stretto contatto della popolazione, il vecchio convento venne demolito e, grazie alla generosità del conte Pietro Barbetta e della popolazione di San Costanzo, si dette inizio alla costruzione di un nuovo convento e dell'attigua Chiesa dedicata a Maria Santissima Regina del Cielo ed a San Pietro Principe degli Apostoli, ma sempre indicata come Chiesa di Sant'Agostino.
La prima pietra fu posta il 27 settembre del 1610, in vocabolo Sant'Agostino o Porta Marina, alla presenza di tutto il clero con il pievano Don Giulio Cesare Bambini in paramenti episcopali. Nella zona detta Borgo di sotto, verso il mare per la strada pubblica dalla parte del ponente "si gettò la prima pietra sulli fondamenti nel cantone verso casa degli eredi di Costanzo Salucci sotto la quale furono posti alcune medaglie et monete di oro et argento in memoria di detta fabrica et compita tale cerimonia furono dal medesimo benedetti tutti li fondamenti di detta Chiesa dandosi per tutti i luochi l'acquasanta et ciò compito si cantò dal medesmo messa solenne in detto luoco sotto una tenda che ivi era apparecchiata et dopoi compita detta messa se ne ritornò detto clero accompagnato dal populo alla Chiesa Maggiore cantando il Tedeum Laudatis et questo sia stato et sempre sia laude del nome di Gesù et di Maria et del Santo Beato Pietro Amen”.
Nel 1617, a costruzione da tempo ultimata, venne collocata una lapide in arenaria sulla facciata, a ricordo dei benefattori: "templum hoc coelor reginae, jet apostolor principi dicatum, petrus barbera vir summa pietate praeditus, atq paeclara s.constantii universitas, ut religiosam observantiam in amplissiman divi augustini familiam testatam facerent . Comunni arere a fundamentis erigi mandatum. Qua re beneficiarii benefactor memores ad aeternitatis memoriah hoc eis posuere monimentum anno reparatae salutis MDCXVII".
Il convento passò indenne attraverso la Soppressione dei piccoli conventi decretata da Papa Innocenzo X nel 1652. Fu definitivamente chiuso nel 1811, durante il Regno Italico napoleonico. I locali dell'ex Convento furono acquistati da Andrea Lazzarini e dal conte Francesco Cassi. La Chiesa venne invece dichiarata succursale della parrocchia ed aperta al pubblico il 27 gennaio 1811. Al suo interno si contavano sei sepolcri: uno nel coro dietro l'altare maggiore, dove venivano sepolti i religiosi, uno nel presbiterio appartenente alla famiglia Balducci, altri di proprietà rispettivamente della famiglia Diotallevi ed Angelini, le ultime due sepolture erano riservate a li fratelli e sorelle ascritti alla Società di Divozione sotto il titolo della Madonna della Cintura.
Nella Chiesa si trovano cinque Altari adorni di stucchi di buona fattura. Di particolare interesse anche le tele, tutte ispirate dalle devozioni care agli Agostiniani: il Crocifisso, la Madonna, Sant'Agostino e San Nicola.
L'altare maggiore, in marmo, è sovrastato da un grande quadro ovale con cornice dorata raffigurante la Consegna delle chiavi a San Pietro Apostolo (è questa una copia, non perfetta, del famoso dipinto di Guido Reni originariamente conservato nella Chiesa di San Pietro in Valle a Fano, prelevato dalla stessa dai commissari napoleonici il 21 febbraio 1797 ed oggi conservato al Museo del Louvre). Posteriormente c'è un Coro in abete “vernigiato di color di noce quasi negro con suo legivo di noce”.
Alle pareti laterali del presbiterio si possono ammirare due grandi tele realizzate nel 1787 dal pittore Giuseppe Ceccarini ed un tempo proprietà della nobile famiglia Balducci il cui stemma gentilizio figura nel sepolcro posto davanti all'altare maggiore: un Miracolo di San Nicola da Tolentino quella di destra, la Tomba di Sant'Agostino quella di sinistra.
Il dipinto raffigurante il miracolo fa riferimento a due distinte processioni, con il Crocifisso e la statua di San Nicola, svoltesi nella città di Cordova, per intercedere il termine di una terribile pestilenza.
Al momento dell'incrocio, le due statue prendono vita e si abbracciano. Entrando in chiesa, nel primo altare di destra si conserva una Madonna del Carmine.
Nel secondo altare di destra una tela di uguali dimensioni (restaurata da Giuseppe Ceccarini) rappresenta San Nicola da Tolentino.
Nel primo altare di sinistra è collocata una Crocifissione, realizzata da Giuseppe Ceccarini nel 1785 ed appartenuta alla famiglia Foselli. Sotto lo stesso altare, all'interno di un'urna, è posto un simulacro in legno del Cristo Morto realizzato nel 1826, in Ancona, da Filippo Reali allievo del Canova.
Nel secondo altare di sinistra è incorniciata da gradevoli stucchi la Madonna della Cintura, commissionata molto probabilmente dall'omonima Confraternita,  particolarmente operante in questa Chiesa insieme a quella della Buona Morte.
Alle pareti sono poi appesi quattordici piccoli quadri di carta, con cornice in legno, a ricordo della Via Crucis.
Nella chiesa si può ammirare anche un Cristo Risorto del 1871, opera di Gaetano Vitene di Faenza. Questa statua venne fatta “mercé l'obolo dei devoti, ove concorse a questo il Municipio con la somma di lire cento”.
Nella cantoria fa mostra un pregevole organo di Gaetano Callido (1785) con suo cassone di legno dipinto in bianco.
In questa chiesa, nel corso della Settimana Santa, viene allestita La Machina di legno del Monte Calvario, con rievocazione della passione e morte di Nostro Signore. Tutto il materiale occorrente alla rappresentazione era di proprietà della Confraternita della Buona Morte. Sul Monte Calvario si possono ancor oggi ammirare le statue in carta pesta, dipinte ad olio, rappresentanti la Madonna, San Giovanni Evangelista, la Maddalena, il Gran Sacerdote, i soldati di guardia e gli altri personaggi testimoni della passione di Nostro Signore.
Dalla stessa Chiesa, la sera del venerdì santo, si snoda una suggestiva processione, retaggio di un'antichissima tradizione, con il simulacro del Cristo Morto deposto su un Cataletto con quattro lumiere seguito dalla statua della Madonna Addolorata. Anticamente, durante la processione, diciotto bambini venivano vestiti da angeli e portavano gli strumenti della Passione. Il Cataletto era invece preceduto da tre Ufficiali della Compagnia della Buona Morte che portavano le mazze e da due Mazzieri preposti a dirigere il mesto corteo.
Il Convento, un tempo abitato dagli agostiniani, interessava parte delle costruzioni, a destra dell'osservatore, a ridosso della chiesa. L'attuale corridoio (sala Don Geri) che dalla pubblica via conduce alla sagrestia era utilizzato come magazzino, nella parete destra alcune porte immettevano nel chiostro. Attraverso una piccola scaletta si saliva al piano superiore adibito a dormitorio dei frati. Le stanze dei religiosi si aprivano in un corridoio posto al di sopra di quello a piano terra, illuminato da quattro finestre che si affacciavano nel cortile interno.

### Il Teatro Della Concordia (secolo XVIII)
Il Teatro Della Concordia venne realizzato a partire dal 18 marzo 1721 nell'ala residenziale sud orientale del castello di San Costanzo. I lavori furono finanziati da alcune famiglie del luogo. Nell'autunno del 1778 venne rappresentata al Della Concordia una commedia per musica di Pasquale Melilotti dal titolo "I Viaggiatori" dedicata al presidente della Legazione di Urbino monsignor Carlo Livizzani. Fin dall'inizio della sua attività il Teatro era aperto alla popolazione e non ha mai avuto il carattere di struttura privata. Nell'Archivio Comunale di San Costanzo si conservano alcune lettere indirizzate dai giovani del luogo al Delegato Apostolico, per ottenere una licenza "a rapresentarvi alcune rapresentazioni ed estrarvi tre tombole .... e per farvi agire una comica compagnia". Più avanti negli anni reciteranno al Della Concordia la contessa Costanzo Monti figlia di Vincenzo Monti e Teresa Pikler, il marito di lei Giulio Perticari, il cugino conte Francesco, il generale murattiano Guglielmo Pepe e quanti altri erano soliti far visita e farsi ospitare a "Palazzo Cassi", residenza nobiliare al centro di San Costanzo, divenuta un vero cenacolo di artisti nella prima metà dell'Ottocento, di proprietà del conte Francesco di nobile famiglia pesarese ed imparentato, da parte materna, a Giacomo Leopardi. Al Della Concordia venivano rappresentate le tragedie dell'Alfieri, di preferenza il Saul, l'Aristodemo del Monti e le commedie di Goldoni. È molto probabile che lo stesso Gioacchino Rossini abbia assistito ad alcune rappresentazioni essendo spesso ospite dei Perticari e legato loro da una affettuosa amicizia, in modo particolare con la contessa Costanza. Vincenzo Monti conosceva molto bene il Teatro di San Costanzo tanto da permettersi di scherzarci sopra in una gustosissima lettera indirizzata alla figlia, dove la invitava per gioco a dar fuco "al teatrino di San Costanzo che olocausto più bello non si può dare". Da più parti si sostiene che al Della Concordia vennero rappresentate per la prima volta le tragedie del Monti. Il Locchi scrive sul Teatro "vanta tradizioni artistiche degne di ricordanza, perché vi furono rappresentate per la prima volta, con l'intervento di spettatori dei luoghi vicini, le tragedie del Monti". Altri, con argomenti per la verità poco convincenti, hanno invece contestato questo "primato". Lo storico Paolo Vitali sostiene che al Della Concordia vennero allestite delle "anteprime" dell'Aristodemo e del Galeotto Manfredi in un clima di maggiore confidenza e libertà, alla presenza di un pubblico più disincantato, insieme a quella comitiva di amici letterati che volentieri si spostava fra la Romagna e le Marche, animati da una voglia febbrile di recitare.Queste "anteprime" furono una sorta di banco di prova e precedettero le rappresentazioni ufficiali nelle grandi città italiane. In quegli anni a San Costanzo si viveva un grande fervore artistico e culturale e, secondo il Vitali, è da ritenersi che in questo contesto culturalmente vivo e stimolante sia più tardi maturato il matrimonio fra Giulio e Costanza. Il 26 giugno 1822 moriva a San Costanzo, per una grave patologia di fegato che manifestò i suoi primi sintomi molto tempo prima, il conte Giulio Perticari sposo della bellissima Costanza Monti, che venne ingiustamente accusata di essere stata la causa della prematura morte del marito. A conseguenza delle tristi vicende, che fecero seguito al luttuoso evento, San Costanzo vide la fine del suo periodo di "rinascimento culturale" ed il Teatro subì una inevitabile battuta di arresto delle sue attività. Quanto alla scelta del nome Della Concordia non sappiamo in quale misura possa essere stata influenzata dal motto della vicina città di Fano ( ex concordia felicitas) che con la storia di San Costanzo ha sempre avuto un legame particolare, oppure dall'appartenenza del piccolo centro collinare allo Stato Pontificio. Con i suoi due ordini di palchi e loggione è stato oggetto di alcuni interventi di restauro che lo hanno adattato alle "moderne esigenze". Questo piccolo gioiello del passato avrebbe certamente meritato una ricerca più attenta, nel trovare idonee soluzioni atte a conservare la sua identità settecentesca che è andata irrimediabilmente perduta. I numerosi documenti ritrovati fanno di questo Teatro uno dei più blasonati della provincia di Pesaro e Urbino e sicuramente dell'Italia intera.

## Società

### Evoluzione demografica
Abitanti censiti

### Etnie e minoranze straniere
Secondo i dati ISTAT al 1º gennaio 2021 la popolazione straniera residente era di 265 persone e rappresentava il 5,8% della popolazione residente. Invece le comunità straniere più numerose (con percentuale sul totale della popolazione straniera) erano:
1. Albania, 49 (18,49%)
2. Romania, 38 (14,34%)
3. Marocco, 30 (11,32%)
4. Cina, 20 (7,55%)
5. Tunisia, 19 (7,17%)
6. Moldavia, 14 (5,28%)
7. Senegal, 12 (4,53%)
8. Ucraina, 12 (4,53%)
9. Germania, 11 (4,15%)
10. Polonia, 11 (4,15%)

### Tradizioni e folclore
A San Costanzo si svolge la centenaria Sagra Polentara, nella sua doppia veste invernale (marzo) ed estiva (luglio). Nel marzo 2013 è giunta alla sua 197ª edizione. Durante questa manifestazione, organizzata dall'associazione, si può degustare polenta con sugo di carne, secondo un'antica ricetta tradizionale tramandata negli anni.

## Geografia antropica

### Frazioni
Il comune di San Costanzo consta di 6 agglomerati urbani principali. Il centro e le frazioni di Cerasa, Solfanuccio, Stacciola e le località di Le Grazie e Santa Croce, in più il comune ha compreso nel suo territorio anche una parte della frazione di Marotta.

## Amministrazione
| Periodo        | Periodo        | Primo cittadino      | Partito                                                       | Carica  | Note   |
| -------------- | -------------- | -------------------- | ------------------------------------------------------------- | ------- | ------ |
| 21 giugno 1985 | 25 maggio 1990 | Luciana Nataloni     | Partito Comunista Italiano                                    | Sindaca | [ 25 ] |
| 25 maggio 1990 | 24 aprile 1995 | Massimo Ferretti     | Partito Comunista Italiano Partito Democratico della Sinistra | Sindaco | [ 25 ] |
| 24 aprile 1995 | 14 giugno 1999 | Fausto Baldarelli    | Partito Democratico della Sinistra                            | Sindaco | [ 25 ] |
| 14 giugno 1999 | 13 giugno 2004 | Giuliano Lucarini    | Centro-sinistra                                               | Sindaco | [ 25 ] |
| 13 giugno 2004 | 8 giugno 2009  | Giuliano Lucarini    | Lista civica                                                  | Sindaco | [ 25 ] |
| 8 giugno 2009  | 26 maggio 2014 | Margherita Pedinelli | Uniti per San Costanzo (Centro-sinistra)                      | Sindaca | [ 25 ] |
| 26 maggio 2014 | 27 maggio 2019 | Margherita Pedinelli | Uniti per San Costanzo (Centro-sinistra)                      | Sindaca | [ 25 ] |
| 27 maggio 2019 | 10 giugno 2024 | Filippo Sorcinelli   | Uniti per San Costanzo (Centro-sinistra)                      | Sindaco | [ 25 ] |
| 10 giugno 2024 | in carica      | Domenico Carbone     | Direzione Futuro (Centro-destra)                              | Sindaco | [ 25 ] |

### Gemellaggi
- Weisenbach[26]

## Sport
L'unica rappresentativa calcistica cittadina — fondata nel 1966 e avente per colori sociali il bianco e l'azzurro — è denominata Unione Sportiva San Costanzo, il cui miglior risultato corrisponde a una stagione nel campionato di Promozione: un'esperienza, questa, terminata con l'immediato ritorno in Prima Categoria.
La palestra locale, inaugurata nel settembre 2008, ospita invece le gare casalinghe delle squadre di calcio a 5 e pallavolo.